# Adobe Animate
Az Adobe Animate egy számítógépes animációs program, amit az Adobe Systems fejleszt.
Vektorgrafikák és animációk tervezésére szolgál televíziós sorozatokhoz, online animációkhoz, webhelyekhez, webes alkalmazásokhoz, gazdag webes alkalmazásokhoz, játékfejlesztéshez, reklámokhoz és más interaktív projektekhez.
Az Adobe Flash utódja.

## Története
- Az Adobe Animate első verziója a FutureSplash Animator volt, ami 1996. májusban jelent meg, amit a FutureWave Software, Inc. fejlesztett.
- 1996 decemberében a Macromedia megvásárolta a FutureWave-et és átnevezték Macromedia Flash-re
- Az Adobe Systems 2005-ben felvásárolta a Macromediát, és átnevezte Adobe Flash Professional-ra, hogy ne tévesszék össze az Adobe Flash Player-rel.[2]
- 2015. december 1-jén az Adobe bejelentette, hogy a program a következő jelentős frissítésekor átnevezik Adobe Animate-re.[1]
- 2020. június 16-án az Adobe új logót adott minden Adobe alkalmazásnak, köztük az Animate-nek is.